# Finitismo temporal
El finitismo temporal es la doctrina de que el tiempo es finito en el pasado. La filosofía de Aristóteles, expresada en obras tales como su Física, sostenía que aunque el espacio era finito, con solo el vacío existente más allá de la esfera más externa de los cielos, el tiempo era infinito. Esto causó problemas a algunos filósofos medievales, especialmente islámicos, que no reconciliaron la concepción aristotélica de lo eterno con las interpretaciones y doctrinas teológicas tales como la teología Kalam y las interpretaciones teológicas del libro del Génesis sobre el origen temporal del mundo.
La cosmogonía moderna acepta el finitismo, en la forma del Big Bang, en lugar de la teoría del estado estacionario, que permite un universo infinito; pero sobre bases físicas más que filosóficas.[cita requerida]

## Fondo medieval
En contraste con los antiguos filósofos griegos, que creían que el universo tenía un pasado infinito sin principio, los filósofos y teólogos medievales desarrollaron el concepto de que el universo tenía un pasado finito con un principio. Esta visión se inspiró en el mito de la creación compartido por las tres religiones abrahámicas: el judaísmo, el cristianismo y el islam.
Antes de Maimónides se sostuvo que era posible probar, filosóficamente, la teoría de la creación. El argumento cosmológico Kalam sostenía que la creación era demostrable, por ejemplo. El mismo Maimónides sostenía que ni la creación ni el tiempo infinito de Aristóteles eran demostrables, o al menos que no había pruebas disponibles. (Según los estudiosos de su obra, no hizo una distinción formal entre la improbabilidad y la simple ausencia de pruebas). Tomás de Aquino fue influenciado por esta creencia, y sostuvo en su Summa Theologiae que ninguna hipótesis era demostrable. Algunos de los sucesores judíos de Maimónides, entre ellos Gersónides y Crescas, sostuvieron inversamente que la cuestión era decidible, filosóficamente.
Juan Filópono fue probablemente el primero en usar el argumento de que el tiempo infinito es imposible para establecer el finitismo temporal. Fue seguido por muchos otros, incluyendo a Buenaventura de Fidanza.
Los argumentos de Filópono para el finitismo temporal eran varios. Contra Aristotlem se ha perdido, y es principalmente conocido a través de las citas utilizadas por Simplicio de Cilicia en sus comentarios sobre Fisica y De Caelo de Aristóteles. La refutación de Filópono de Aristóteles se extendió a seis libros, los primeros cinco dirigiéndose a De Caelo y el sexto a Física, y a partir de los comentarios sobre Filópono hechos por Simplicio se pueden deducir que eran bastante extensos.
Una exposición completa de varios argumentos de Filópono, según lo relatado por Simplicio, se pueden encontrar en Sorabji.
Uno de estos argumentos se basaba en el propio teorema de Aristóteles de que no había múltiples infinitos, y decía lo siguiente: Si el tiempo fuera infinito, entonces, como el universo continúa en existencia durante otra hora, la infinitud de su edad desde la creación al final de esa hora debe ser una hora mayor que la infinitud de su edad desde la creación al comienzo de esa hora. Pero como Aristóteles sostiene que tales tratamientos del infinito son imposibles y ridículos, el mundo no puede haber existido por tiempo infinito.
Las obras de Filópono fueron adoptadas por muchos; su primer argumento contra un pasado infinito es el «argumento de la imposibilidad de la existencia de un infinito real», que dice:
Un infinito real no puede existir.
Una regresión temporal infinita de los acontecimientos es un infinito real.
Así, no puede existir una regresión temporal infinita de los acontecimientos.
Este argumento depende de la afirmación (no probada) de que un infinito real no puede existir; y que un pasado infinito implica una sucesión infinita de «acontecimientos», una palabra no claramente definida. El segundo argumento, el «argumento de la imposibilidad de completar un infinito real por adición sucesiva», dice:
Un infinito real no puede ser completado por adición sucesiva.
La serie temporal de sucesos pasados se ha completado por adición sucesiva.
Así, la serie temporal de sucesos pasados no puede ser un infinito real.
La primera afirmación afirma, correctamente, que un (número) finito no puede hacerse infinito por la adición finita de más números finitos. El segundo bordea alrededor de esto; la idea análoga en matemáticas, que la secuencia (infinita) de enteros negativos «...- 3, -2, -1» puede extenderse añadiendo 0, luego 1, y así sucesivamente; es perfectamente válida.
Ambos argumentos fueron adoptados por filósofos y teólogos cristianos posteriores, y el segundo argumento en particular se hizo más famoso después de que fue adoptado por Immanuel Kant en su tesis de la primera antinomia sobre el tiempo.

## Renacimiento moderno
El argumento de Immanuel Kant para el finitismo temporal, al menos en una dirección, de su Primera Antinomia, es como sigue:
Si asumimos que el mundo no tiene comienzo en el tiempo, entonces hasta cada momento dado ha transcurrido una eternidad, y ha pasado en ese mundo una serie infinita de sucesivos estados de cosas. Ahora bien, la infinidad de una serie consiste en que nunca puede ser completada por síntesis sucesiva. Por lo tanto, es imposible que una serie de mundo infinito haya desaparecido, y que un comienzo del mundo es, por tanto, una condición necesaria de la existencia del mundo.
—Immanuel Kant, Primera Antinomia, del Espacio y el Tiempo.
Las matemáticas modernas generalmente incorporan el infinito. Para la mayoría de los propósitos se utiliza simplemente como conveniente; cuando se considera más cuidadosamente se incorpora, o no, según se incluya el axioma del infinito. Este es el concepto matemático del infinito; mientras que esto puede proporcionar analogías útiles o maneras de pensar sobre el mundo físico, no dice nada directamente sobre el mundo físico. Georg Cantor reconoció dos tipos diferentes de infinito. El primero, utilizado en el cálculo, llamó a la variable finita, o potencial infinito, representada por el signo {\displaystyle \infty } (conocido como lemniscata), y el infinito real, que Cantor llamó «el verdadero infinito». Su noción de aritmética transfinita se convirtió en el sistema estándar para trabajar con el infinito dentro de la teoría de conjuntos. David Hilbert pensó que el papel del infinito real era relegado solamente al reino abstracto de las matemáticas. En desprecio a la existencia de un círculo afirma: «El infinito no se encuentra en ninguna parte en la realidad, ni existe en la naturaleza ni proporciona una base legítima para el pensamiento racional [...] El papel que permanece para que el infinito juegue es solamente el de una idea». El filósofo William Lane Craig sostiene que si el pasado fuera infinitamente largo, implicaría la existencia de infinitos reales en la realidad.
Craig y Sinclair también argumentan que un infinito real no puede ser formado por adición sucesiva. Independientemente de los absurdos que surgen de un número infinito de sucesos pasados, la formación de un infinito real tiene sus propios problemas. Para cualquier número finito n, n+1 es igual a un número finito. Un infinito real no tiene predecesor inmediato.
La paradoja de Tristram Shandy es un intento de ilustrar el absurdo de un pasado infinito. Imagina a Tristram Shandy, un hombre inmortal que escribe su biografía tan lentamente que por cada día que vive, le lleva un año registrar ese día. Supongamos que Shandy siempre hubiera existido. Puesto que hay una correspondencia uno a uno entre el número de días pasados y el número de años pasados en un pasado infinito, uno podría razonar que Shandy podría escribir su autobiografía entera. Desde otra perspectiva, Shandy solo llegaría cada vez más lejos y, dada una eternidad pasada, estaría infinitamente atrás.
Craig nos pide que supongamos que conocimos a un hombre que afirma haber estado contando desde el infinito y que ahora está terminando. Podríamos preguntarnos por qué no terminó de contar ayer o el día anterior, ya que la eternidad habría terminado para entonces. De hecho, para cualquier día en el pasado, si el hombre hubiera terminado su cuenta regresiva por día n, habría terminado su cuenta atrás por n-1. De ello se desprende que el hombre no pudo haber terminado su cuenta regresiva en ningún punto del pasado finito, ya que ya habría terminado.
El físico Paul Davies deduce un origen finito del universo de una manera muy diferente, desde los fundamentos físicos: «el universo morirá finalmente, revolcándose, por así decirlo, en su propia entropía. Esto se conoce entre los físicos como la ‹muerte por calor› del universo [...] El universo no puede haber existido para siempre, de lo contrario habría alcanzado su estado final de equilibrio hace un tiempo infinito. En conclusión: el universo no siempre existió».

## Recepción crítica
El argumento de Kant para el finitismo ha sido ampliamente discutido, por ejemplo, Jonathan Bennett señala que el argumento de Kant no es una sólida prueba lógica: su afirmación de que «Ahora bien, la infinidad de una serie consiste en que nunca puede ser completada por síntesis sucesiva. Por lo tanto, es imposible que una serie de mundo infinito haya desaparecido», asume que el universo fue creado en un principio y luego progresó desde allí, lo que parece asumir la conclusión. Un universo que simplemente existía y no había sido creado, o un universo que fue creado como una progresión infinita, por ejemplo, todavía sería posible. Bennett cita a Strawson:
Un proceso temporal completo y de duración infinita parece imposible solo en el supuesto de que tiene un comienzo. Si [...] se insiste en que no podemos concebir un proceso de agrimensura que no tenga un comienzo, entonces debemos investigar con qué relevancia y con qué derecho la noción de topografía se introduce en la discusión en absoluto.
Algunas de las críticas al argumento de William Lane Craig sobre el finitismo temporal han sido discutidas y ampliadas por Stephen Puryear. En esto, escribe el argumento de Craig como:
1. Si el universo no tuviera un principio, entonces el pasado consistiría en una secuencia temporal infinita de acontecimientos.
2. Una secuencia temporal infinita de sucesos pasados sería realmente y no solo potencialmente infinita.
3. Es imposible que una secuencia formada por adición sucesiva sea realmente infinita.
4. La sucesión temporal de sucesos pasados se formó por adición sucesiva.
5. Por lo tanto, el universo tuvo un comienzo.

Puryear señala que Aristóteles y Tomás de Aquino tenían una opinión contraria al punto 2, pero que el más contencioso es el punto 3. Puryear dice que muchos filósofos han discrepado con el punto 3 y añade su propia objeción:
Considere el hecho de que las cosas se mueven de un punto en el espacio a otro. Al hacerlo, el objeto en movimiento pasa a través de una infinidad real de puntos intermedios. Por lo tanto, el movimiento implica atravesar un infinito real [...] En consecuencia, el finitista de esta línea debe estar equivocado. Del mismo modo, cada vez que transcurre algún tiempo, se ha recorrido un infinito real, es decir, la infinidad real de instantes que constituyen ese período de tiempo.
Puryear entonces señala que Craig ha defendido su posición diciendo que el tiempo puede o debe ser dividido naturalmente y, por lo tanto, no hay una infinidad real de instantes entre dos veces. Puryear entonces continúa argumentando que si Craig está dispuesto a convertir una infinidad de puntos en un número finito de divisiones, entonces los puntos 1, 2 y 4 no son verdaderos.
Un artículo de Louis J. Swingrover hace una serie de puntos relativos a la idea de que los «absurdos» de Craig no son contradicciones en sí mismos: todos son matemáticamente coherentes (como el hotel de Hilbert o el hombre que cuenta hasta hoy), o no conducen a conclusiones ineludibles. Sostiene que si se asume que cualquier modelo matemáticamente coherente es metafísicamente posible, entonces se puede demostrar que una cadena temporal infinita es metafísicamente posible, ya que se puede demostrar que existen modelos matemáticamente coherentes de una progresión infinita de tiempos. También dice que Craig podría estar haciendo un error de cardinalidad similar a asumir que debido a que una serie temporal infinitamente extendida contendría un número infinito de veces, entonces tendría que contener el número «infinito».
Quentin Smith ataca «su suposición de que una serie infinita de acontecimientos pasados debe contener algunos acontecimientos separados del acontecimiento presente por un número infinito de acontecimientos intermedios, y consecuentemente que de uno de estos acontecimientos pasados infinitamente distantes el presente nunca podría haber sido alcanzado».
Smith afirma que Craig y Wiltrow están cometiendo un error de cardinalidad al confundir una secuencia interminable con una secuencia cuyos miembros deben estar separados por un infinito: ninguno de los números enteros está separado de ningún otro entero por un número infinito de enteros, así que ¿por qué afirmar que una serie infinita de veces debe contener un tiempo infinitamente lejano en el pasado?.
Smith dice entonces que Craig usa falsas presuposiciones cuando hace afirmaciones acerca de colecciones infinitas (en particular las relativas al Hotel de Hilbert y conjuntos infinitos que son equivalentes a los subconjuntos propios de ellos), a menudo basado en Craig encontrando cosas «increíbles», cuando son en realidad matemáticamente correctas. También señala que la paradoja de Tristram Shandy es matemáticamente coherente, pero algunas de las conclusiones de Craig sobre cuando la biografía sería terminada son incorrectas.
Ellery Eells expande este último punto afirmando que la paradoja de Tristram Shandy es internamente consistente y totalmente compatible con un universo infinito.
Graham Oppy, involucrado en el debate con Oderberg, señala que la historia de Tristram Shandy se ha utilizado en muchas versiones. Para que sea útil al lado del finitismo temporal, debe encontrarse una versión que sea lógicamente consistente y no compatible con un universo infinito. Para ver esto, tenga en cuenta que el argumento se ejecuta de la siguiente manera:
1. Si un pasado infinito es posible, entonces la historia de Tristram Shandy debe ser posible
2. La historia de Tristram Shandy conduce a la contradicción.
3. Por lo tanto, un pasado infinito no es posible.

El problema para el finitista es que el punto 1 no es necesariamente cierto. Si una versión de la historia de Tristram Shandy es internamente inconsistente, por ejemplo, entonces el infinitista podría afirmar que un pasado infinito es posible, pero que ese particular Tristram Shandy no es porque es internamente inconsistente. Oppy entonces enumera las diversas versiones de la historia de Tristram Shandy que se han presentado y demuestra que son todas internamente inconsistentes o no conducen a la contradicción.

## Lectura adicional
- Bunn, Robert (1988). «Review of Time, Creation, and the Continuum: Theories in Antiquity and the Early Middle Ages by Richard Sorabji». Philosophy of Science 55 (2): 304-306. doi:10.1086/289436.
- Craig, W. L. (2000). The Kalām Cosmological Argument. Wipf and Stock Publishers.
- Draper, Paul (2007). «A Critique of the Kalām Cosmological Argument».  En Pojman, Louis P.; Rea, Michael, eds. Philosophy of Religion: An Anthology (5th edición). Cengage Learning. pp. 45-51.
- Moore, A. W. (2001). «Medieval and Renaissance Thought». The Infinite. Routledge. pp. 46-49.
- Sorabji, Richard (2006). Time, Creation and the Continuum. University of Chicago Press.
- Waters, B. V. (2013). «Methuselah's Diary and the Finitude of the Past». Philosophia Christi 15 (2): 463-469.
- Waters, B. V. (2015). «Toward a new kalām cosmological argument». Cogent Arts and Humanities 2 (1): 1-8. doi:10.1080/23311983.2015.1062461.
- White, M. J. (1992). «Aristotle on Time and Locomotion». The Continuous and the Discrete: Ancient Physical Theories from a Contemporary Perspective. Oxford University Press.

- Datos: Q7698915